# 火力支援
火力支援（かりょくしえん、英語: Fire support）は、近接戦闘部隊の戦術・作戦行動を支援するために行われる火力投射。

## 目的
火力支援の目的は、敵が戦闘能力を十分発揮できないように混乱させ、制圧することにある。これは通常、火力部隊によって提供されるが、近接戦闘部隊においても一部を機動・突撃部隊、一部を掩護部隊として、掩護部隊の火力支援下に機動部隊を前進させるという手法が一般化している。これがいわゆる射撃と運動原理であるが、この原理を過度に重視した場合、機動・突撃部隊の兵力が過少になるという問題が指摘されている。

## 手段
火力支援は、射撃・砲撃・戦術爆撃などの形態をとって行われる。
小火器
重機関銃・迫撃砲・対戦車ミサイルなど。これらは、近接戦闘部隊である歩兵部隊が自前で有する火力支援手段である。小火器ではないが、戦車もまた、近接戦闘と同時に火力支援にも用いられる。
重火器
通常、陸軍の戦略・作戦単位は諸兵科連合とされており、砲兵部隊の配属を受けている。沿岸部や河岸・島嶼では、海軍による艦砲射撃も利用される。
近接航空支援（CAS）
陸軍航空隊が保有する攻撃ヘリコプターによるものと、空軍が保有する戦闘爆撃機（攻撃機）によるものがある。前者は陸軍固有の近接航空支援火力であるが、統合作戦においては、後者もまた、極めて有用な火力支援として期待することができる。なお、前者については、直接火力支援（DFS, Direct Fire Support）として、CASと区別されることもある。
実施に先立って、まず連携している歩兵部隊と連絡を取り、射撃する区域と目標を設定して射撃計画を立て、偵察によって目標の特徴・座標・標高を特定し、目標との位置関係をミル単位で数学的に算出する。射撃後も着弾観測を行って誤差を修正し、徐々に命中精度を高めていく。
それらの処理手順は事前に検討されている事が望ましい。歩兵部隊からの要請に応じて緊急で実施する事もあるが、緊急の火力支援は情報面での錯綜から正確性の維持が非常に難しく、誤射・誤爆の危険性も高い。